# Cordelat
Le cordelat est une étoffe qui se fabrique en plusieurs endroits, à Auch en Auvergne, à Langogne, en Languedoc, à Romorentin, en Rouergue, dans les vallées d’Aure, à Montauban, Nébouzan, pays de Foix, etc. Elle varie dans sa longueur, largeur et fabrication, selon les endroits. Il est permis au Nebouzan, pays de Foix, etc. de leur donner telle longueur qu’ils voudront, pourvu qu’ils aient de largeur deux pans un tiers mesure du pays.
La fabrique des cordelats dans le diocèze de Castres est aussi considérable que celle des serges. On compte qu'il s'y en fabrique environ 12 000 pièces par an, qui se consomment en partie dans le royaume. Le surplus est envoyé à Genève et en Suisse.